# زمین‌لرزه آرژانتین
زمین‌لرزه آرژانتین ممکن است به یکی از موارد زیر اشاره داشته باشد:
- زمین‌لرزه ۱۹۲۷ آرژانتین
- زمین‌لرزه ۱۹۳۰ آرژانتین
- زمین‌لرزه ۱۹۲۹ آرژانتین